# Shawn McEachern
Shawn Kenneth McEachern (* 28. Februar 1969 in Waltham, Massachusetts) ist ein ehemaliger US-amerikanischer Eishockeyspieler und derzeitiger -trainer, der im Verlauf seiner aktiven Karriere zwischen 1988 und 2006 unter anderem 1008 Spiele für die Pittsburgh Penguins, Los Angeles Kings, Boston Bruins, Ottawa Senators und Atlanta Thrashers in der National Hockey League auf der Position des linken Flügelstürmers bestritten hat. Seine größten Karriereerfolge feierte McEachern in Diensten der Pittsburgh Penguins mit dem Gewinn des Stanley Cups im Jahr 1992 sowie im Trikot der Nationalmannschaft der Vereinigten Staaten mit dem Sieg beim World Cup of Hockey 1996. Seit Sommer 2010 ist er Cheftrainer des High-School-Eishockeyteams der Rivers School.

## Karriere

### Spielerkarriere
Shawn McEachern begann seine aktive Laufbahn bei den Matignon Warriors, dem Eishockeyteam der Matignon High School, in Cambridge, Massachusetts, für die er von 1985 bis 1988 aktiv war. Während dieser Zeit wurde der Angreifer beim NHL Entry Draft 1987 in der sechsten Runde an insgesamt 110. Position von den Pittsburgh Penguins ausgewählt. Nach Abschluss der High School im Kalenderjahr 1988 begann McEachern ein Studium an der Boston University und lief auch für deren Eishockeyteam, die Boston University Terriers, in der Hockey East aufs Eis. In der Saison 1990/91 gewann der mit der Mannschaft die Meisterschaft der Hockey East und wurde aufgrund seiner überzeugenden Leistungen mit diversen Auszeichnungen bedacht. McEachern erhielt eine Berufung ins All-Star Team und wurde als bester Spieler als Most Valuable Player gekürt. Während der Saison 1991/92 gelang ihm der Sprung in den NHL-Kader der Pittsburgh Penguins. Nach Siegen über die Washington Capitals, New York Rangers und Boston Bruins gewann er mit den Penguins die Finalserie um den Stanley Cup gegen die Chicago Blackhawks in vier Partien und sicherte sich mit der Mannschaft die Trophäe.
In der darauffolgenden Saison erspielte sich der Offensivakteur einen Stammplatz im Team der Penguins und absolvierte alle 84 Partien der Regular Season, in denen er 61 Scorerpunkte erzielte. Die Mannschaft scheiterte in den Play-offs in der zweiten Runde in sieben Partien gegen die New York Islanders. Am 27. August 1993 wurde McEachern in einem Tauschgeschäft zu den Los Angeles Kings abgegeben. Im Gegenzug ging der Enforcer Marty McSorley nach Pittsburgh. Nachdem er 49 Partien für die Kings absolviert und dabei 21 Punkte erzielt hatte, wurde der Linksschütze noch in derselben Spielzeit erneut zu den Pittsburgh Penguins geschickt. Nach einem weiteren Jahr in Diensten der Penguins folgte abermals ein Tauschgeschäft, in dessen Folge der Angreifer am 2. August 1995 zu den Boston Bruins beordert wurde. In seiner einzigen Spielzeit für die Bruins konnte der Offensivakteur seine Punkteausbeute wieder steigern und in insgesamt 87 NHL-Spielen 56 Punkte verbuchen.
Doch auch in Boston hielt es ihn nicht lange und die Bruins gaben ihn im Juni 1996 an die Ottawa Senators ab. In den folgenden sechs Jahren zählte McEachern regelmäßig zu den besten Scorern der Senators und spielte jahrelang mit Marián Hossa, Daniel Alfredsson und Alexei Jaschin in einer Reihe. Im Juni 2002 wurde McEachern zusammen mit einem Sechstrunden-Wahlrecht für den Entry Draft 2004 zu den Atlanta Thrashers transferiert, im Austausch ging Brian Pothier nach Ottawa. Im Kalenderjahr 2003 wurde er zum Mannschaftskapitän der Thrashers ernannt und füllte dieses Amt mehr als ein Jahr lang aus. Nachdem die Saison 2004/05 aufgrund des Lockouts abgesagt worden war, blieb der Angreifer zunächst ohne Engagement. Im Januar 2005 unterzeichnete er beim schwedischen Verein Malmö Redhawks, für den er 16 Partien absolvierte. Im August 2005 schloss er sich als Free Agent den Boston Bruins an. Der Linksschütze wurde im Saisonverlauf zu deren Farmteam, den Providence Bruins, in die American Hockey League geschickt. Nach zehn Einsätzen für die Providence Bruins in der AHL beendete er im Anschluss an diese Saison seine aktive Laufbahn.

#### International
McEachern nahm mit den Vereinigten Staaten an der Weltmeisterschaft 1991 teil. Außerdem vertrat er sein Heimatland bei den Olympischen Winterspielen 1992 und dem World Cup of Hockey 1996. Sein größter Erfolg war dabei der Gewinn der Goldmedaille beim World Cup of Hockey 1996.

### Trainerkarriere
McEachern schlug direkt nach seinem Karriereende als aktiver Spieler eine Laufbahn als Trainer ein und begann zur Saison 2006/07 als Assistenztrainer im Team der Northeastern University in der National Collegiate Athletic Association. Nachdem er diese Position ein weiteres Jahr in Boston ausgeführt hatte, übernahm er beim Eishockeyteam der University of Massachusetts Lowell erneut die Aufgaben des Assistenztrainers. Auch diese Position füllte McEachern zwei Jahre aus. Im Sommer 2010 wurde er mit der Leitung der Rivers School, einem High-School-Team, beauftragt.

## Erfolge und Auszeichnungen
| - 1990 Hockey East Second All-Star Team - 1991 Lamoriello-Trophy-Gewinn mit der Boston University - 1991 Hockey East Most Valuable Player | - 1991 Hockey East First All-Star Team - 1991 NCAA East First All-American Team - 1992 Stanley-Cup-Gewinn mit den Pittsburgh Penguins |

### International
- 1996 Goldmedaille beim World Cup of Hockey

## Karrierestatistik

### International
Vertrat die USA bei:
- Weltmeisterschaft 1991
- Olympischen Winterspielen 1992
- World Cup of Hockey 1996

(Legende zur Spielerstatistik: Sp oder GP = absolvierte Spiele; T oder G = erzielte Tore; V oder A = erzielte Assists; Pkt oder Pts = erzielte Scorerpunkte; SM oder PIM = erhaltene Strafminuten; +/− = Plus/Minus-Bilanz; PP = erzielte Überzahltore; SH = erzielte Unterzahltore; GW = erzielte Siegtore; 1 Play-downs/Relegation; Kursiv: Statistik nicht vollständig)